# Liste der Linien der Graz Linien
Die Liste der Linien der Graz Linien zeigt alle Straßenbahn- und Buslinien der Graz Linien auf.
Derzeit betreiben die Graz Linien (GL) sechs Straßenbahnlinien, davon nur fünf den ganzen Betriebstag (Linien 1, 4, 5, 6 und 7). Die Linie 23 verkehrt nur an Sonntagen, Feiertagen sowie werktags an Abenden.
Der Großteil der GL-Linien machen die Buslinien mit 25 Linien aus, 13 davon verkehren nur bis zirka 20 Uhr, einige verkehren nur montags bis freitags. Zu den anderen Zeiten werden Ersatzbusse geführt, die die Nachtschicht übernehmen und den Sonntags- sowie Feiertagsbetrieb.
In Zukunft soll die 1971 komplett eingestellte Linie 2 wieder eingeführt werden, indem die Linie 1 über die Universität Graz geführt werden soll. Weitere Ausbaupläne werden immer wieder angesprochen, befinden sich aber derzeit noch nicht im Planungsstadium: z. B. die Entlastung der Herrengasse durch eine zweite innerstädtische Linie über Radetzkybrücke und Griesplatz, eine Südwestlinie zu den Reininghausgründen und nach Don Bosco sowie eine Nordwestlinie nach Gösting.
Seit 2003 betreiben die GL die Nachtbusflotte Nightline mit acht Linien. Die Busse verkehren jede Freitag- und Samstag-Nacht sowie jede Nacht vor Feiertagen um 0:30 Uhr, 1:30 Uhr und 2:30 Uhr ab dem Jakominiplatz.
Seit 1950 schwanken die Fahrgastzahlen zwischen 50 und 80 Mio. Fahrgästen jährlich, seit 2002 ist die Zahl bei zirka 52 Mio. konstant. Das gesamte Straßenbahnnetz ist rund 66 Kilometer lang, die Buslinien inklusive Nightlines befahren insgesamt rund 280 km.
Im Herbst 2017 wurde die Buslinie 58 mit der Buslinie 77 zusammengelegt. Nach dem Bau einer Haltestelle in Mariagrün verkehren Gelenkbusse der Linie 58 vom Hauptbahnhof bis in die Ragnitz.
Seit 26. November 2021 ist die Linie 4 um vier Haltestellen nach Reininghaus verlängert. Ebenfalls am 26. November 2021 erfolgte die Verlängerung der Linie 6 um fünf Haltestellen zum Harnoncourtplatz/Smart City. Gleichzeitig wurden die Linien 62E und 85 eingestellt, die Linien 23 und 65A neu eingeführt. Außerdem gab es Streckenänderungen auf der Linie 65.
Mit 2. Mai 2022 wurde die Linie 62 an Werktagen zur Wirtschaftskammer verlängert. Zusätzlich wurde probeweise für ein Jahr die 1. Expressbuslinie der Graz Linien eingerichtet, als 62X zwischen der Wirtschaftskammer und dem Hauptbahnhof. Die Linie wurde danach wegen geringer Fahrgastzahlen aufgelassen.

## Liste
Legende
- Nr.: Nennt die Liniennummer.
- Art: Nennt die Art des Verkehrsmittels.
  - T= Straßenbahnlinie (Tramway)
  - B= Buslinie
  - N = Nightline-Buslinie = jeden (Freitag auf) Samstag und (Samstag auf) Sonntag sowie (vor) an Feiertagen ab Jakominiplatz um 00:30, 01:30 und 02:30 Uhr.
  - EXPRESS = Expressbuslinie
- Linienverlauf: Listet den Verlauf der Linie mit allen Haltestellen auf; Anfangs-, Endhaltestellen und wichtige Knoten sind in Fettschrift hervorgehoben.
- ab: Nennt das Jahr der Inbetriebnahme der Linie.[2]
- km: Nennt die Länge der Strecke in Kilometern.[3]
- Hst.: Nennt die Anzahl der angefahrenen Haltestellen auf der Strecke.
- Min.: Nennt die planmäßige Reisezeit der Linie in Minuten.[3]
- Betriebszeit: Nennt die planmäßigen Betriebstage und -zeiten der Linie (Feiertage wie Sonntage, 8. Dezember wie Samstage).
- LV: Verlinkt den Linienverlauf auf die Homepage der Graz AG Verkehrsbetriebe.

| Nr.                              | Art | Linienverlauf | ab             | km    | Hst.  | Min.    | Betriebszeit                                                | LV     |
| -------------------------------- | --- | --- | -------------- | ----- | ----- | ------- | ----------------------------------------------------------- | ------ |
| Straßenbahn Graz                 | T   | Eggenberg/UKH – Alt-Eggenberg – Schloss Eggenberg – Auster Sport- und Wellnessbad – Vinzenzgasse – Georgigasse – Asperngasse – KöflacherGasse/PVA – Hauptbahnhof – Esperantoplatz/Arbeiterkammer – Roseggerhaus – Südtirolerplatz/Kunsthaus – Hauptplatz-Congress – Jakominiplatz – Kaiser-Josef-Platz/Oper – Maiffredygasse – Lichtenfelsgasse/Kunstuniversität – Merangasse – Reiterkaserne – Tegetthoffplatz – Lenaugasse – Hilmteich/Botanischer Garten – Schönbrunngasse – Mariagrün – Kroisbach – St. Johann – Rettenbach – Wagnesweg – Waldhof/Rettenbachklamm – Teichhof – Tannhof – Mariatrost | 1898           | 11,2  | 32    | 44'     | täglich                                                     | [ 6 ]  |
| Straßenbahn Graz                 | T   | Andritz – Grazerstraße – Maut Andritz – Robert-Stolz-Gasse – Carnerigasse – Seniorenzentrum – Hasnerplatz/Pädagogische Hochschule/tim* – Lange Gasse – Keplerbrücke – Schloßbergbahn – Schloßbergplatz/Murinsel – Hauptplatz-Congress – Jakominiplatz – Dietrichsteinplatz – Mandellstraße – Rechbauerstraße – Herz-Jesu-Kirche – Schillerplatz/tim* – Krenngasse | 1895           | 03,9  | 15    | 18'     | Mo–Sa bis ~20 h                                             | [ 8 ]  |
| Straßenbahn Graz                 | T   | Reininghaus – Jochen-Rindt-Platz – Reininghauspark/tim* – Reininghausstraße – Alte Poststraße – Köflacher Gasse/PVA – Hauptbahnhof – Esperantoplatz/Arbeiterkammer – Roseggerhaus – Südtirolerplatz/Kunsthaus – Hauptplatz-Congress – Jakominiplatz – Finanzamt – Steyrergasse – Jakominigürtel/tim* – Stadthalle – Fröhlichgasse/Messe – Ostbahnhof – Jauerburggasse – Stadion Liebenau/Bertha-von-Suttner-Platz – Dr.-Lister-Gasse – Karl-Huber-Gasse – P+R Murpark – Liebenau/Murpark | 1880 1925      | 08,8  | 25    | 29'     | Mo–Sa bis ~20 h                                             | [ 11 ] |
| Straßenbahn Graz                 | T   | Andritz – Grazerstraße – Maut Andritz – Robert-Stolz-Gasse – Carnerigasse – Seniorenzentrum – Hasnerplatz/Pädagogische Hochschule/tim* – Lange Gasse – Keplerbrücke – Schloßbergbahn – Schloßbergplatz/Murinsel – Hauptplatz-Congress – Jakominiplatz – Finanzamt – Steyrergasse – Jakominigürtel/tim* – Josefkirche – Neuholdaugasse/Augartenbad – Karlauergürtel – Puchstraße – Dornschneidergasse – Lauzilgasse – Zentralfriedhof – Plachelhofstraße – Maut Puntigam – Brauquartier/tim* – Brauhaus Puntigam – Puntigam | 1900 1901 1903 | 10,1  | 27    | 32'     | täglich                                                     | [ 15 ] |
| Straßenbahn Graz                 | T   | Smart City/Peter-Tunner-Gasse/tim* Nikolaus-Harnoncourt-Park/tim* – Dreierschützengasse/Helmut-List-Halle – Starhemberggasse – Daungasse/Hauptbahnhof – Köflacher Gasse/PVA – Hauptbahnhof – Esperantoplatz/Arbeiterkammer – Roseggerhaus – Südtirolerplatz/Kunsthaus – Hauptplatz-Congress – Jakominiplatz – Dietrichsteinplatz – Neue Technik – Münzgrabenkirche – Moserhofgasse – St. Peter Friedhof – Schulzentrum St. Peter – Plüddemanngasse – Eisteichgasse – Breitenweg – Prof.-Franz-Spath-Ring – St. Peter | 1906           | 06,4  | 19    | 24'     | Mo–Sa bis ~20 h                                             | [ 16 ] |
| Straßenbahn Graz                 | T   | Wetzelsdorf – Johann-Haiden-Straße – Baierdorf – Absengerstraße – Karl-Morre-Straße – Eggenberger Allee/tim* – Fachhochschule Joanneum – Alte Poststraße – Köflacher Gasse/PVA – Hauptbahnhof – Esperantoplatz/Arbeiterkammer – Roseggerhaus – Südtirolerplatz/Kunsthaus – Hauptplatz-Congress – Jakominiplatz – Kaiser-Josef-Platz/Oper – Maiffredygasse – Lichtenfelsgasse/Kunstuniversität – Merangasse – Reiterkaserne – Odilien-Institut/Klinikum Süd – St. Leonhard/Klinikum Mitte – LKH Med Uni/Klinikum Nord | 1901           | 07,7  | 24    | 31'     | täglich                                                     | [ 18 ] |
| Straßenbahn Graz                 | T   | Jakominiplatz – Dietrichsteinplatz – Mandellstraße – Rechbauerstraße – Herz-Jesu-Kirche – Schillerplatz/tim* – Krenngasse | 2021           | n. b. | 7     | n. b.   | Mo-Fr abends und sonntags                                   | [ 19 ] |
| Liste der Linien der Graz Linien | B   | Citypark – (Österreichische Gesundheitskasse – Wielandgasse Süd – Wielandgasse) – Jakominiplatz – Kaiser-Josef-Platz/Oper – Tummelplatz – Palais Trauttmannsdorff/Urania – Schauspielhaus – Karmeliterplatz – Paulustor – Geidorfplatz – Wormgasse – Uni/Mozartgasse – Goethestraße – Rosenberg – Geidorf | 1977           | 03,3  | 16    | 14'     | Mo–Fr 6-20 Uhr Sa 6-18 Uhr Teilstrecke: Mo–Fr 6-14 Uhr \|\| |        |
| Liste der Linien der Graz Linien | B   | Webling – Weblinger Straße – Stregengasse – Harterstraße – Ankerstraße – Zweierbosniakengasse – Gablenzkaserne – Grottenhofstraße – Peter-Rosegger-Straße – Abstallerstraße – Wachtelgasse – Maria-Pachleitner-Straße – Sterzinggasse – Kirche Don Bosco – Don Bosco – Lissagasse – Elisabethinergasse – Griesplatz/tim* – Österreichische Gesundheitskasse – Wielandgasse – Jakominiplatz – Kaiser-Josef-Platz/Oper – Maiffredygasse – Zinzendorfgasse – Uni/Beethovenstraße – Uni Mensa – Schubertstraße – Uni ReSoWi | 1977           | n. b. | 26    | 31'     | täglich                                                     | [ 22 ] |
| Liste der Linien der Graz Linien | B   | Webling – Weblinger Straße – Stregengasse – Harterstraße – Ankerstraße – Zweierbosniakengasse – Gablenzkaserne – Grottenhofstraße – Peter-Rosegger-Straße – Abstallerstraße – Wachtelgasse – Maria-Pachleitner-Straße – Sterzinggasse – Kirche Don Bosco – Don Bosco – Lissagasse – Elisabethinergasse – Griesplatz/tim* – Österreichische Gesundheitskasse – Wielandgasse – Jakominiplatz | 2014           | n. b. | 21    | n. b.   | abends und sonntags                                         | [ 24 ] |
| Liste der Linien der Graz Linien | B   | Jakominiplatz – Wielandgasse – Österreichische Gesundheitskasse – Griesplatz – Elisabethinergasse – Lissagasse – Don Bosco – Kirche Don Bosco – Don Bosco Süd – Glaserweg – Niclas-Stobl-Weg – Kapellenwirt – Wagner-Jauregg-Straße – P+R Webling – Schwarzer Weg – Weiberfelderweg – Bad Straßgang – Straßgang/Zentrum – Straßgang/Süd – Robert-Koch-Straße – Seiersberg-Mitte – Seiersberg | 1977           | 08,2  | 22    | 26'     | täglich                                                     | [ 25 ] |
| Liste der Linien der Graz Linien | B   | Jakominiplatz – Wielandgasse – Österreichische Gesundheitskasse – Griesplatz/tim* – Elisabethinergasse – Lissagasse – Don Bosco – Kirche Don Bosco – Don Bosco-Harterstraße – Pulverturmstraße – Evangelischer Friedhof – Klusemannstraße – Karl-Etzel-Weg – Grevenberggasse – Grottenhofstraße – Grottenhof – Neupauerweg – Steiermarkhof – Peter-Rosegger-Straße | 1977           | 05,7  | 20    | n. b.   | Mo–Sa bis ~20 h                                             | [ 26 ] |
| Liste der Linien der Graz Linien | B   | Jakominiplatz – Wielandgasse – Wielandgasse Süd – Grazbachgasse – Museum der Wahrnehmung – Augarten – Neuholdaugasse Augartenbad – Fliedergasse – Seifenfabrik – Kirchner-Kaserne – Schönaupark – Dr.-Plochl-Straße – Neusiedlergasse – Andersengasse – Puntigamer Straße – Huteggerstraße – Rainweg – Dorfstraße – Hortgasse – Neudorferstraße – Schule Murfeld – Grabenwirt – Werk Thondorf – Thondorf | 1979           | 08,1  | 26    | 27'     | täglich                                                     | [ 27 ] |
| Liste der Linien der Graz Linien | B   | Jakominiplatz – Wielandgasse – Wielandgasse Süd – Grazbachgasse – Museum der Wahrnehmung – Augarten – Neuholdaugasse-Augartenbad – Fliedergasse – Seifenfabrik – Kirchner-Kaserne – Schönaupark – Willi-Thaller-Straße – Neusiedlergasse – Theyergasse | 1979           | n. b. | 14    | 17'     | Mo–Sa bis ~20 h                                             | [ 28 ] |
| Liste der Linien der Graz Linien | B   | Wirtschaftskammer/tim* – Richard-Wagner-Straße – Grillparzerstraße – Kreuzgasse – Franckstraße/Margaretenbad – Goethestraße – Wormgasse – Geidorfplatz – Attemsgasse – Universität – Uni-Mensa – Uni Beethovenstraße – Zinzendorfgasse – Maiffredygasse – Kaiser-Josef-Platz/Oper – Jakominiplatz – Wielandgasse – Österreichische Gesundheitskasse – Griesplatz* – Griesplatz-Zweiglgasse/tim* – Albert-Schweitzer-Gasse – Karlauerkirche/Citypark – Karlau Platz – Feldgasse – Auf der Tändelwiese – Vinzenz-Muchitsch-Straße – Payer-Weyprecht-Straße – Feuerhalle – Urnenfriedhof | 1977           | 05,8  | 23    | 23'     | Mo–Sa bis ~20 h                                             | [ 29 ] |
| Liste der Linien der Graz Linien | B   | Gösting – Volksschule Gösting – Anton-Kleinoscheg-Straße – Exerzierplatzstraße – HTL-Bulme – Josef-Pock-Straße – Viktor-Franz-Straße – Kalvariengürtel – Fröbelpark – Bienengasse – Am Damm – Zeillergasse – Lendplatz/tim* – Volksgartenstraße – Roseggerhaus – Elisabethinergasse – Griesplatz/tim* – Österreichische Gesundheitskasse – Wielandgasse – Jakominiplatz | 1977           | 06,4  | 20    | 26'     | täglich                                                     | [ 30 ] |
| Liste der Linien der Graz Linien | B   | Dürrgrabenweg – Maxa – Neustift – Popelkaring – Rotmoosweg – Hans-Auer-Gasse – Nordberggasse – Stukitzbad – Andritz – Papierfabrikgasse – Gleispachgasse – Neugasse – Maut Andritz – Ortweinschule – Kettengasse – Carnerigasse-West – Carnerigasse – Seniorenzentrum – Heinrich-Casper-Gasse – WIFI – Grabenkirche – Grabenstraße – Wormgasse – Geidorfplatz – Attemsgasse – Universität – Uni Mensa – Geidorfgürtel – Botanischer Garten – Hilmteich/Botanischer Garten – Tegetthoffplatz – Odilien-Institut/Klinikum Süd – St. Leonhard//Klinikum Mitte | 1977           | 10,0  | 30    | 33'     | Mo–Fr 5–20 h                                                | [ 31 ] |
| Liste der Linien der Graz Linien | B   | Dürrgrabenweg – Maxa – Neustift – Popelkaring – Rotmoosweg – Hans-Auer-Gasse – Nordberggasse – Stukitzbad – Andritz | 2013           | n. b. | 09    | n. b.   | abends und sonntags                                         | [ 33 ] |
| Liste der Linien der Graz Linien | B   | Thal-Kötschberg – Unterthal – Thal-Brückenwaage – Thalkreuz – Thal-Unterbichl – Thal-Kirchberg – Thalersee – Thal-Kirchberg – Winkelstraße – Ziegelweg – Tiefenbachstraße – Thalmühle – Thalwinkel – Grabenbauer – Hinterbrühl – Thalstraße/Reihenhaussiedlung – Floraquellweg – Gösting | 1977           | 07,8  | 16    | 16'     | Mo–Sa bis ~20 h                                             | [ 34 ] |
| 48S                              | B   | Gösting – Floraquellweg – Thalstraße/Reihenhaussiedlung – Hinterbrühl – Grabenbauer – Thal bei Graz Thalwinkel – Thalmühle – Kirchberg – Thalersee | 2023           | n. b. | 9     | 8'      | Sonntags 7–20 h                                             |        |
| Liste der Linien der Graz Linien | B   | Zentralfriedhof – Pfarrzentrum St. Johannes – Auf der Tändelwiese – Feldgasse – Lazarettgürtel – Hohenstaufengasse/Citypark – Gürtelturmplatz – St. Lukas – Steinfeldfriedhof – Annenstraße/Eggenberger Gürtel – Hauptbahnhof – Babenbergerstraße – Zollgasse – Lastenstraße – Kalvariengürtel – Viktor-Franz-Straße – Josef-Pock-Straße – HTL-Bulme – Exerzierplatzstraße – Shopping Nord – Weinzödlbrücke – Am Andritzbach – Wasserwerkgasse – Am Arlandgrund – Gleispachgasse – Papierfabrikgasse – Andritz – Stukitzbad – Eichenhaingasse – Viktor-Zack-Weg – Ziegelstraße | 1977           | 08,4  | 19    | 23'     | Mo–Fr bis ~20 h Sa bis ~18 h                                | [ 36 ] |
| Liste der Linien der Graz Linien | B   | Andritz – Stukitzbad – Eichenhaingasse – Viktor-Zack-Weg – Ziegelstraße | 2020           | n. b. | 05    | n. b.   | abends und sonntags                                         | [ 38 ] |
| Liste der Linien der Graz Linien | B   | Hauptbahnhof – Babenbergerstraße – Marienplatz – Kleiststraße – Schrödingerstraße – Bienengasse – Fröbelpark – Kalvarienbergstraße – Kalvarienbrücke – Kettengasse – Ortweinschule – Maut Andritz – Neugasse – Gleispachgasse – Papierfabrikgasse – Andritz – Maschinenfabrik Andritz – Pedrettogasse – Villa Sonnblick – St. Gotthard – St. Veit – Im Hoffeld – Oberandritz – Rielteich – Stattegger Straße/Pflegeheim – Scherwirt – Rohrerbergstraße – Andritz-Ursprung – Neudorf – Stattegger Dorfplatz – Stattegg Sonnenhang – Stattegg Volksschule – Hubertwirt – Stattegg Hub Mitte – Hub Stattegg – Stattegg-Fuß der Leber | 1977           | 12,6  | 35    | 35'     | Mo–Fr bis ~20 h Sa bis ~18 h                                | [ 39 ] |
| Liste der Linien der Graz Linien | B   | Hauptbahnhof – Babenbergerstraße – Mariengplatz – Lendplatz/tim* – Keplerbrücke – Grabenstraße – Wormgasse – Geidorfplatz – Uni/Mozartgasse – Liebiggasse – Rosenhaingasse – Panoramagasse – Pensionsweg – Mariagrün – Schönbrunngasse – Hilmteich/Botanischer Garten – Leonhardplatz – St. Leonhard/Klinikum Mitte – Berthold-Lindner-Weg – Mosconweg – Rauchleitenstraße – Macherstraße/Ragnitzbad – Berlinerring West – Berliner Ring – Haidegg – Ragnitztalweg – Ragnitz | 1977           | 07,6  | 29    | 26– 35' | täglich                                                     | [ 40 ] |
| Liste der Linien der Graz Linien | B   | Krenngasse – Schörgelgasse – Waltendorfer Hauptstraße – Waltendorfer Schule – Kapelle – Sonnenhang – Kaiserwirt – Peterstalstraße – Moelkweg – Schloss Lustbühel – Savenauweg – Lustbühel | 1977           | 04,3  | 13    | 12'     | täglich                                                     | [ 41 ] |
| Liste der Linien der Graz Linien | B   | Puntigam – Zentrum Puntigam – Berschenygasse – Mälzerweg – Gradnerstraße – Schule Puntigam – Wohnpark Gradnerstraße – Industriepark/Gradnerstraße – Spitzäckerweg – Karlsbadergasse – Kudlich-Weg – Straßgang Zentrum – Bad Straßgang – Weiberfelderweg – Webling – Weblinger Straße – Stregengasse – Harterstraße – Ankerstraße – Zweierbosniakengasse – Gablenzkaserne – Grottenhofstraße – Peter-Rosegger-Straße – VS Peter Rosegger – Schererstraße – Kienzlkreuz – Tyroltgasse – Bauernfeldstraße – Karl-Morre-Schule – Eggenberger Allee/tim* – Auster Sport- und Wellnessbad – Bildungscampus Algersdorf – Franz-Pratter-Straße – Göstingerstraße/UKH – Peter-Tunner-Gasse – Smart City/Peter-Tunner-Gasse/tim* – Kalvariengütel – Kalvarienbergstraße – Kalvarienbrücke – Carnerigasse West – Seniorenzentrum – Carnerigasse – Seniorenzentrum – Heinrich-Casper-Gasse – WKO-WIFI/tim | 1977           | 08,1  | 40    | 27'     | täglich                                                     | [ 42 ] |
| Liste der Linien der Graz Linien | B   | Hauptbahnhof – Babenbergerstraße – Mariengasse – Lendplatz/tim* – Keplerbrücke – Grabenstraße – Wormgasse – Geidorfplatz – Attemsgasse – Universität – Uni Mensa – Merangasse – Nibelungengasse – Schillerplatz/tim* – Ruckerlberggasse – Schörgelgasse – Waltendorfer Hauptstraße – Hans-Brandstetter-Gasse – Plüddemanngasse – Morrehof – Schulzentrum St. Peter | 1977           | 05,7  | 24    | 23'     | Mo–Fr bis ~20 h Sa bis ~18 h                                | [ 43 ] |
| Liste der Linien der Graz Linien | B   | St. Leonhard/Klinikum Mitte – Odilien-Institut/Klinikum Süd – Reiterkaserne – Merangasse – Nibelungengasse – Schillerplatz/tim* – Ruckerlberggasse – Schörgelgasse – Koßgasse – Waltendorfer Gürtel – St. Peter-Friedhof – Schulzentrum St. Peter – Morrehof – Marburger Straße – ORF-Zentrum – Hertzgasse – Paul-Keller-Gasse – Scheigergasse – Petrifelder Straße/Neufeldweg – Banngrabenweg – Liebenau/Murpark – Ostbahnstraße – Liebenau Postamt – Volksschule Liebenau – Puntigamerstraße – Speidlgasse – Murfelder Straße – Rudersdorferstraße – Gmeinstraße – Zentrum Puntigam – Puntigam | 1977           | 12,6  | 34    | 39'     | Mo–Fr bis ~20 h Sa bis ~18 h                                | [ 44 ] |
| Liste der Linien der Graz Linien | B   | St. Leonhard/Klinikum Mitte – Odilien-Institut/Klinikum Süd – Reiterkaserne – Merangasse – Nibelungengasse – Schillerplatz/tim* – Ruckerlberggasse – Schörgelgasse – Koßgasse – Waltendorfer Gürtel – St. Peter-Friedhof – Schulzentrum St. Peter – Morrehof – Marburger Straße – ORF-Zentrum – Hertzgasse – Paul-Keller-Gasse – Scheigergasse – Petrifelderstraße/Neufeldweg – Banngrabenweg – Liebenau/Murpark | 2012           | n. b. | 21    | n. b.   | abends und sonntags                                         | [ 46 ] |
| Liste der Linien der Graz Linien | B   | Puntigam – IKEA – Center West – Wagner-Jauregg-Platz – Wagner-Jauregg-Straße – Grillweg – Glesingerstraße – Am Jägergrund – Gablenzkaserne – Grottenhofstraße – Peter-Rosegger-Straße – Abstallergasse – Wachtelgasse – Maria-Pachleitner-Gasse – Reininghaus – Jochen-Rindt-Platz – Reininghauspark/tim* – Reininghausstraße – Alte Poststraße – Georgigasse – Bodenfeldgasse – Hödlweg – Blümelstraße – Algersdorfer Straße – Peter-Tunner-Gasse – Anton-Gerstl-Straße – Steinbruchweg – Saitzgasse – Negrelligasse – Annakirche – Gösting | 2012           | n. b. | 20    | n. b.   | Mo–Fr 5–20 h Sa bis ~18 h                                   | [ 48 ] |
| Liste der Linien der Graz Linien | B   | Puntigam – IKEA – Center West – Wagner-Jauregg-Platz – Wagner-Jauregg-Straße – Kapellenwirt | 1977           | 02,0  | 06    | 06'     | abends und sonntags                                         | [ 49 ] |
| Liste der Linien der Graz Linien | B   | Grottenhofstraße – Grottenhof – Neupauerweg – Steiermarkhof – Peter-Rosegger-Straße – Abstallergasse – Wachtelgasse – Maria-Pachleitner-Gasse – Reininghaus – Jochen-Rindt-Platz – Reininghauspark/tim* – Reininghausstraße – Alte Poststraße – Georgigasse – Bodenfeldgasse – Hödlweg – Blümelstraße – Algersdorfer Straße – Peter-Tunner-Gasse – Anton-Gerstl-Straße – Steinbruchweg – Saitzgasse – Negrelligasse – Annakirche – Gösting | 2021           | n. b. | n. b. | n. b.   | abends ab 20 h und sonntags                                 | [ 50 ] |
| Liste der Linien der Graz Linien | B   | Schulzentrum St. Peter – Morrehof – Marburger Straße – Brucknerschule – Neufeldweg – Harmsdorfgasse – Flurgasse – Hasenheide – Monsbergergasse – Fröhlichgasse/Messe – Sportpark – Seifenfabrik – Fliedergasse – Karlauer Gürtel – Karlau Platz – Hohenstaufengasse/Citypark – Don Bosco – Jochen-Rindt-Platz – Brauhausstraße/tim* – Steinäckerstraße – Kienzlkreuz – Schererstraße – VS Peter Rosegger – Peter-Rossegger-Straße – Steiermarkhof – Neupauerweg – Grottenhof – Grottenhofstraße | 2019           | 11,0  | 22 +3 | 41'     | täglich                                                     | [ 51 ] |
| Liste der Linien der Graz Linien | B   | Zentralfriedhof – Pfarrzentrum St. Johannes – Auf der Tändelwiese – Feldgasse – Karlau Platz – Karlauerkirche/Citypark – Albert-Schweitzer-Gasse – Griesplatz/tim* – Griesplatz/Zweiglgasse – Wielandgasse West – Österreichische Gesundheitskasse – Andreas-Hofer-Platz/Joanneumviertel – Bad zur Sonne – Roseggerhaus – Volksgartenstraße – Lendplatz/tim* – Zeillergasse – Am Damm – Bienengasse – Fröbelpark – Kalvarienbergstraße – Erlengasse – Kalvarienweg – Schippingerstraße – Augasse – Fischeraustraße – Zanklstraße | 1977           | 08,4  | 27    | 30'     | Mo–Sa bis ~20 h                                             | [ 52 ] |
| Liste der Linien der Graz Linien | B   | Jakominiplatz – Wielandgasse – Andreas-Hofer-Platz/Joanneumviertel – Bad zur Sonne – Roseggerhaus – Volksgartenstraße – Lendplatz/tim* – Zeillergasse – Am Damm – Bienengasse – Fröbelpark – Kalvarienbergstraße – Erlengasse – Kalvarienweg – Schippingerstraße – Augasse – Fischeraustraße – Zanklstraße | 2009           | n. b. | 18    | n. b.   | abends und sonntags                                         | [ 54 ] |
| Liste der Linien der Graz Linien | B   | Liebenau/Murpark – Ostbahnstraße – Messendorfer Straße – Konrad-Hopferwieser-Gasse – Schule Engelsdorf – Engelsdorfer Straße – Grabenwirt – Werk Thondorf – Nordweg – Ackerweg – Innenstraße – Dörfla | 1977           | 04,4  | 12    | 10'     | täglich                                                     | [ 55 ] |
| Liste der Linien der Graz Linien | B   | St. Leonhard/Klinikum Mitte – Billrothgasse – Aspasiagasse – Roßmanngasse – Hahnhofweg – Kollonitschstraße – Vorauer Kapelle – Rieshang – Posthof – Otto-Möbes-Akademie – Brodtrager – Meichenitschbrücke – Rohrbachfeld – Schmied König – Stifting | 1977           | 04,8  | 15    | 11'     | täglich                                                     | [ 56 ] |
|                                  |     | |                |       |       |         |                                                             |        |
| Liste der Linien der Graz Linien | N   | Gösting – Annakirche – Negrelligasse – Saitzgasse – Steinbruchweg – Anton-Gerstl-Straße – Peter-Tunner-Gasse – Eggenberg/UKH – Alt-Eggenberg – Schloss Eggenberg – Auster Sport- und Wellnessbad – Vinzenzgasse – Georgigasse – Bodenfeldgasse – Dreierschützengasse/Helmut-List-Halle – Starhemberggasse – Daungasse/Hauptbahnhof – Köflacher Gasse/PVA – Hauptbahnhof –Esperantoplatz/Arbeiterkammer – Roseggerhaus – Südtirolerplatz/Kunsthaus – Hauptplatz/Grazer Congress – Jakominiplatz – Kaiser-Josef-Platz/Oper – Maiffredygasse – Glacisstraße – UNI Beethovenstraße – Tegetthoffplatz – Lenaugasse – Hilmteich – Schönbrunngasse – Mariagrün – Kroisbach – St. Johann – Rettenbach – Wagnesweg – Waldhof – Teichhof – Tannhof – Mariatrost Postamt – Mariatrost Tullriegel – Mariatrost Föllingerstraße – Fölling P+R | 2003           | 15,8  | 41    | 42'     | N*                                                          | [ 57 ] |
| Liste der Linien der Graz Linien | N   | Wirtschaftskammer – Richard-Wagner-Gasse – Grillparzerstraße – Franckstraße/Margarethenbad – Kreuzgasse – Goethestraße – Wormgasse – Geidorfplatz – Attemsgasse – Universität – Uni-Mensa – Uni-Beethovenstraße – Zinzendorfgasse – Maiffredygasse – Kaiser-Josef-Platz/Oper – Jakominiplatz – Wielandgasse – Österreichische Gesundheitskasse – Griesplatz – Elisabethinergasse – Lissagasse/Jugendhotel – Don Bosco – Kirche Don Bosco – Sterzinggasse – Grazerfeldstraße – Wachtelgasse – Abstallerstraße – Peter-Rosegger-Straße – Grottenhofstraße – Gablenzkaserne – Zweierbosniakengasse – Ankerstraße – Harterstraße – Stregengasse – Webling | 2003           | 11,0  | 35    | 32'     | N*                                                          | [ 58 ] |
| Liste der Linien der Graz Linien | N   | Gösting – Volksschule Gösting – Exerzierplatzstraße – HTL-Bulme – Josef-Pock-Straße – Viktor-Franz-Straße – Kalvariengürtel – Fröbelpark – Bienengasse – Am Damm – Zeillergasse – Lendplatz – Volksgartenstraße – Roseggerhaus – Elisabethinergasse – Griesplatz – Österreichische Gesundheitskasse – Wielandgasse – Jakominiplatz – Dietrichsteinplatz – Mandellstraße – Rechbauerstraße – Herz-Jesu-Kirche – Schillerplatz – Krenngasse – Ruckerlberggasse – Schörgelgasse – Waltendorfer Hauptstraße – Hans-Brandstetter-Gasse – Plüddemanngasse – Terrassenhaussiedlung – Petersbergenstraße – Petrifelderstraße – Dr.-Pfaff-Gasse – Hubertusstraße – Sternäckerweg – Messendorf-Heimgarten – Köglerweg – Raaba/Kreisverkehr – Raaba/Sparischmied – Hart/Bahnübergang – Hart/Bierbaumstraße – Hart/Reinhard Machold-Straße – Pachern/Lindenstraße – Pachern/Lindenwirt – Pachern/Holzhoferstraße – Pachern/Kreisverkehr – Pachern/Holzhoferstraße – Pachern/Lindenwirt – Hart/Bahnübergang – Raaba/Sparischmied – Raaba/Kreisverkehr | 2003           | 13,2  | 52    | 34'     | N*                                                          | [ 59 ] |
| Liste der Linien der Graz Linien | N   | Jakominiplatz – Finanzamt – Steyrergasse – Jakominigürtel/Messe – Stadthalle – Fröhlichgasse/Messe – Ostbahnhof – Jauerburggasse – Stadion Liebenau – Dr.-Lister-Gasse – Karl-Huber-Gasse – Liebenau/Murpark – Ostbahnstraße – Liebenauer Hauptstraße – Messendorferstraße – Schule Engelsdorf – Engelsdorfer Straße – Grabenwirt – Werk Thondorf – Gasthaus Hütter – Ackerweg – Innenstraße – Dörfla – Gössendorf/Schulstraße – Gössendorf/Weidenweg – Gössendorf/Lindenstraße – Hausmannstätten/Prügger – Hausmannstätten/Postamt – Fernitz/Pflugweg – Fernitz/Robert-Stolz-Straße – Fernitz/Dr.-Hans-Klöpfer-Straße – Fernitz/Weidenweg – Gössendorf/Mühlstraße – Gössendorf/Brunnenweg – Gössendorf/Elstergasse – Gössendorf/Lindenwirt – Dörfla/KH Kampusch – Dörfla/Weidmannweg – Dörfla/Gemeindeamt – Dörfla/Kreuz – Dörfla | 2003           | 08,1  | 41    | 15'     | N*                                                          | [ 60 ] |
| Liste der Linien der Graz Linien | N   | Flughafen Graz-Thalerhof – Forst Lagerstraße – Kalsdorf/Wagnitzerstraße – Kalsdorf/Forsterstraße – Kalsdorf/Bahnhof – Kalsdorf/GH Triebl – Kalsdorf/Römerstraße – Wagnitz/Tenniscenter – Wagnitz/Abzweigung – Abtissendorf/Hugo-Wolf-Gasse – Abtissendorf/Kaufhaus Braunegg – Feldkirchen/Seniorenstadl – Feldkirchen/Gemeindezentrum – Feldkirchen/Karl-Morre-Siedlung – Feldkirchnerstraße – Brunnenfeldstraße – Blumengasse – Passinigasse – Gradnerstraße – Mälzerweg – Berschenygasse – Puntigam – Brauhaus Puntigam – Maut Puntigam – Plachelhofstraße – Zentralfriedhof – Lauzilgasse – Dornschneidergasse – Puchstraße – Karlauergürtel – Neuholdaugasse/Augartenbad – Josefkirche – Jakominigürtel/Messe – Steyrergasse – Finanzamt – Jakominiplatz | 2003           | 14,8  | 67    | 35'     | N*                                                          | [ 61 ] |
| Liste der Linien der Graz Linien | N   | Premstätten Busbahnhof – Premstätten Tobelbader Straße – Hautzendorf Jochen-Rindt-Weg – Windorf Kapelle – Pirka Am Bahndamm – Pirka Premstätter Straße 75 – Pirka Raiffeisengasse – Seiersberg – Seiersberg Mitte – Seiersberg Robert-Koch-Straße – Straßgang Süd – Straßgang Zentrum – Bad Straßgang – Weiberfelder Weg – Schwarzer Weg – P+R Webling – Wagner-Jauregg-Straße – Kapellenwirt – Niclas-Strobl-Weg – Glaserweg – Don Bosco-Süd – Kirche Don Bosco – Don Bosco – Lissagasse/Jugendhotel – Elisabethinergasse – Griesplatz – Österreichische Gesundheitskasse – Wielandgasse – Jakominiplatz – Dietrichsteinplatz – Neue Technik – Moserhofgasse/Messe – St. Peter Friedhof – Schulzentrum St. Peter – Terrassenhaussiedlung – Petersbergenstraße – Pichlmaier – St. Peter | 2003           | 17,0  | 38    | 40'     | N*                                                          | [ 62 ] |
| Liste der Linien der Graz Linien | N   | Karl-Etzel-Weg – Grevenberggasse – Grottenhofstraße – Peter-Rosegger-Straße – Schreinerstraße – Josef-Kienzl-Weg – Wetzelsdorf – Handelstraße – Johann-Haiden-Straße – Baierdorf – Straßgangerstraße – Karl-Morre-Straße – Franz-Steiner-Gasse – Fachhochschule Joanneum – Alte Poststraße – Waagner-Biro-Straße – Hauptbahnhof – Eggenberger Gürtel – Esperantoplatz/Arbeiterkammer – Roseggerhaus – Südtirolerplatz/Kunsthaus – Hauptplatz-Congress – Jakominiplatz – Kaiser-Josef-Platz/Oper – Maiffredygasse – Lichtenfelsgasse/Kunstuniversität – Merangasse – Reiterkaserne – Odilien-Institut/Klinikum Süd – St. Leonhard/Klinikum Mitte – Billrothgasse – Aspasiagasse – Roßmanngasse – Hahnhofweg – Kollonitschstraße – Vorauer Kapelle – Rieshang – Posthof – Otto-Möbes-Akademie – Brodtrager – Meichenitsch-Brücke – Rohrbachfeld – Schmied König – Stifting – Schmied König – Rohrbachfeld – Meichenitsch-Brücke – Brodtrager – Otto-Möbes-Akademie – Posthof – Rieshang – Vorauer Kapelle – Kollonitschstraße – Hahnhofweg – Roßmanngasse – Aspasiagasse – Bilrothgasse – Rieswirt – Mosconweg – Sartorigasse – Peballweg – Rauchleitnerstraße – Macherstraße – Berlinerring – Haidegg – Ragnitztalweg – Ragnitz | 2003           | 13,6  | 67    | 35'     | N*                                                          | [ 63 ] |
| Liste der Linien der Graz Linien | N   | Thondorf – Werk Thondorf – Grabenwirt – Schule Murfeld – Neudorferstraße – Hortgasse – Dorfstraße – Rainweg – Hutteggerstraße – Puntigamer Straße – Andersengasse – Neusiedlergasse – Dr.-Plochl-Straße – Schönaupark – Kirchner-Kaserne – Seifenfabrik – Fliedergasse – Neuholdaugasse – Augarten – Museum der Wahrnehmung – Grazbachgasse – Wielandgasse Süd – Wielandgasse – Jakominiplatz | 2007           | 06,5  | 24    | 12'     | N*                                                          | [ 64 ] |
| N9                               | N   | Jakominiplatz – Hauptplatz-Congress – Schlossbergplatz/Murinsel – Schlossbergbahn – Keplerbrücke – Lange Gasse – Hasnerplatz/Pädagogische Hochschule – Seniorenzentrum – Carnerigasse – Robert-Stolz-Gasse – Maut Andritz – Gleispachgasse – Papierfabrikgasse – Andritz – Maschinenfabrik Andritz – Pedrettogasse – Villa Sonneblick – St. Gotthard – St. Veit – Im Hoffeld – Oberandritz – Mexikoweg – Neustift/Abzweigung – Neustift – Popelkaring – Rotmoosweg – Hans-Auer-Gasse – Nordberggasse – Stukitzbad – Andritz | 2024           | ?     | 29    | ?       | N*                                                          |        |

N* = Jeden (Freitag auf) Samstag und (Samstag auf) Sonntag sowie (vor) an Feiertagen ab Jakominiplatz um 00:30 Uhr, 01:30 Uhr und 02:30 Uhr.
tim* = (täglich. intelligent. mobil) = Carsharing- und e-Taxi-Angebot der Holding Graz